# Bulbul à joues grises
Alophoixus tephrogenys
Espèce
Statut de conservation UICN

VU : Vulnérable
Le Bulbul à joues grises (Alophoixus tephrogenys) est une espèce d'oiseaux de la famille des Pycnonotidae.

## Répartition
Cette espèce est présente dans la péninsule Malaise et sur les îles de Sumatra et de Bornéo.

## Liste des sous-espèces
- Alophoixus tephrogenys tephrogenys
- Alophoixus tephrogenys gutturalis

## Classification
Le nom valide complet (avec auteur) de ce taxon est Alophoixus tephrogenys ((Jardine & Selby, 1833).
L'espèce a été initialement classée dans le genre Trichophorus sous le protonyme Trichophorus tephrogenys Jardine & Selby, 1933.
Ce taxon porte en français le nom vernaculaire ou normalisé suivant : Bulbul à joues grises.